# Theodor Reinhart (Unternehmer)

Theodor und Lilly Reinhart-Volkart im Salon ihrer Villa Rychenberg

Theodor Reinhart (* 29. November 1849 in Winterthur; † 17. Januar 1919 ebenda) war ein Schweizer Industrieller und  Mäzen.

## Leben
Theodor Reinhart wurde 1849 als Sohn des Kaufmanns und Politikers Johann Caspar Reinhart und von Bertha Juliana (geb. Hess) geboren. Sein älterer Bruder, Paul Reinhart, übernahm später das väterliche Baumwollgeschäft Geilinger & Blum, das später unter seinem Namen als Paul Reinhart & Cie. firmierte (heute Paul Reinhart AG).
Reinhart besuchte das Gymnasium in Winterthur, das er 1865 mit der Matura abschloss. Während seiner Schulzeit wurde er Mitglied der Mittelschulverbindung Vitodurania. Anschliessend studierte er in Berlin, Heidelberg und Zürich und wurde 1871 zum Dr. iur. promoviert. Darauf folgten weitere Studien in Genf und eine kaufmännische Ausbildung in Le Havre und New York. 1876 heiratete er Lilly Volkart (1855–1906), die Tochter von Salomon Volkart, wodurch er 1879 Teilhaber des Handelshauses Gebrüder Volkart wurde. 1912 übernahm er dann das Geschäft komplett und führte dieses bis zu seinem Tod erfolgreich weiter.
Theodor und Lilly Reinhart hatten eine Tochter (Emma Berta, 1890–1966) und vier Söhne, die sich in Winterthur ebenfalls mit der Fortführung des väterlichen Geschäfts sowie als Mäzene einen Namen machten: Georg (1877–1955), Hans (1880–1963), Werner (1884–1951) und Oskar (1885–1965). 1888 liess Theodor Reinhart die Villa Rychenberg erbauen, die heute der Musikschule des Konservatoriums Winterthur als Unterrichtsgebäude dient. Er sammelte Kunst und förderte einige namhafte Künstler seiner Zeit, so z. B. Ferdinand Hodler, Karl Hofer, Hermann Haller, Konrad Ferdinand Edmund von Freyhold und Hans Brühlmann. Von 1885 bis 1901 war Theodor Reinhart Mitglied des erweiterten Stadtrats von Winterthur. Er gehörte dem Bankrat der Schweizerischen Nationalbank an und von 1905 bis 1907 auch der Kunstkommission des Bundes.